# 窪岡俊之
窪岡俊之（日语：／ Kubooka Toshiyuki，1963年12月19日—），日本男性動畫師、人物設計師、動畫演出家、動畫導演。出身於北海道。

## 人物、逸事
- 窪岡俊之是湖川友謙（日语：湖川友謙）領導的動畫師團體的成員。後來他在Graviton、GAINAX工作，並在約2012年加入STUDIO 4℃[2]。自2018年以來，主要負責C2C的導演、演出家工作。
- 他與本田雄無論在私下或在公眾場合上關係都十分密切，互相影響。
- 2005年，負責初代《偶像大師》的人物設定[3]。基本上所有主要角色都是由窪岡設計。他之所以被選中負責人物設定，是因為他之前曾負責南夢宮遊戲的人物設定，而且是負責製作人的親自邀請。

## 參加作品

### 動畫
1980年
- 傳說巨神伊甸王

1982年
- 戰鬥機甲薩芬格爾（動畫）

1983年
- 聖戰士鄧拜音（動畫、原畫）

1984年
- 請多指教跑車郎中（日语：よろしくメカドック）（作畫監督）

1985年
- 重戰機L-Gaim（原畫）
- 魯邦三世：巴比倫的黃金傳說（日语：ルパン三世 バビロンの黄金伝説）（原畫）
- 光子帆船星光號奧丁（日语：オーディーン 光子帆船スターライト）（原畫）
- 超獸機神斷空我（原畫）
- GREED（日语：GREED (OVA)）（原畫）

1986年
- A子計畫（原畫）

1987年
- 王立宇宙軍 ～歐尼亞米斯之翼～（作畫監督補佐、原畫）
- 搞怪拍檔（原畫）
- A子計畫2 大德寺財財團的陰謀（原畫）

1988年
- 飛越巔峰（動畫人物設定、總作畫監督、原畫）
- A子計畫3 灰姑娘狂想曲（原畫）

1989年
- 機動戰士鋼彈0080：口袋裡的戰爭（標題動畫、ED作畫、作畫監督）
- 巴歐來訪者（原畫）
- 聖獸機Guardian -CYBERNETICS GUARDIAN-（日语：聖獣機サイガード -CYBERNETICS・GUARDIAN-）（原畫）

1990年
- 海底兩萬哩（演出、分鏡、作畫監督）

1992年
- 電腦少女Compiler Music Clips（日语：Compiler）（原畫）

1994年
- 機械巨神 THE ANIMATION -地球靜止之日（—1995年，人物設定、分鏡、作畫監督）
  - 光腳的銀鈴 EPISODE:1 ～被盜的戰鬥旗袍搜尋大作戰!!（人物設定）
  - 鐵臂銀鈴 EPISODE:23 ～禁斷的果實奪還極樂大作戰!!（人物設定）
  - 青眼的銀鈴「GinRei with blue eyes」（人物設定）

1995年
- YAMATO2520（人物設定、佈局、作畫監督）

2001年
- 鋼彈 EVOLVE（「EVOLVE../12 RMS-099 RICK-DIAS」人物設定）
- 翼神世音（第1原畫）

2003年
- SD鋼彈FORCE（分鏡）

2004年
- BECK（分鏡）

2005年
- 巖窟王（分鏡、演出、原畫、OP原畫）
- 機獸創世紀（OP原畫）

2006年
- 銀髮阿基德（原畫）
- （「End of the world」原畫）
- Valérian et Laureline（法语：ヴァレリアン&ロールリンヌ）（演出）

2007年
- 月面兔兵器米娜（原畫）
- 偶像大師 XENOGLOSSIA（主要人物原案）
- 電腦線圈（原畫）
- 星界死者之書（配角設定（共同）、OP原畫）
- Genius Party（日语：ジーニアス・パーティ）（「上海大龍」分鏡&演出）

2008年
- 超時空要塞Frontier（OP原畫）
- 蝙蝠俠：高譚騎士（「無法克服的傷痛」導演&分鏡&演出&原畫）
- Genius Party Beyond（日语：ジーニアス・パーティ）（「GALA」作畫監督（與前田真宏共同）、原畫）

2011年
- 偶像大師（人物原案）

2012年
- 電影『烙印勇士 黃金時代篇』 三部作（—2013年，導演[4]）

2015年
- 她喜歡漢字的理由。（人物設定）

2016年
- Classica Loid（分鏡[5]）

2017年
- 巴哈姆特之怒 VIRGIN SOUL（分鏡）
- 銀之守墓人（演出）

2018年
- 遙的接球（導演[6]、分鏡）

2020年
- 魔女之旅（導演[7]、分鏡）

2023年
- 萬事屋齋藤先生轉生異世界（導演[8]、分鏡[9]）
- 香格里拉·開拓異境 ～糞作獵手挑戰神作～（導演[10]）

### 遊戲
1990年
- 電腦學園III 飛越顛峰（日语：電脳学園）（作畫）

1992年
- 露娜 銀河之星（人物設定、動畫部分導演&分鏡&作畫監督（共同）&原畫&編劇協力[注 1]）

1994年
- 露娜 永恆之藍（人物設定、動畫部分總導演[注 1]）

1996年
- 亞魯巴戰記外傳 ～艾爾丹傳奇～（說明書封面插圖）

1997年
- 冒險奇譚（感謝）

1999年
- 新世紀福音戰士 脫衣補完計劃（日语：新世紀エヴァンゲリオン エヴァと愉快な仲間たち）（封套插圖、活動原畫）

2002年
- （人物設定）

2005年
- 遺跡傳奇（原畫）
- 露娜 -創世紀-（人物原案、監修）
- 偶像大師（人物設定）

2007年
- 光明力量EXA（日语：シャイニング・フォース イクサ）（人物影片分鏡&演出）

2008年
- 夢幻之星0（日语：ファンタシースターZERO）（人物監修）

2011年
- 解放之刃REXX（日语：アンチェインブレイズ レクス）（設定）

2012年
- （人物設定）

## 其它
- LIVE ～泉野明寫真集（佈局、原畫）
- 超電磁機器人 孔巴德拉V（1992年發行的CD封套原畫[注 2]）
- 宇宙戰艦大和號III（1998年發行的VTR包原畫、草圖設計）

## 腳註